# Тёрнер, Доусон
До́усон Тёрнер (англ. Dawson Turner; 1775—1858) — английский банкир и ботаник.

## Биография
Доусон Тёрнер родился 18 октября 1775 года в семье банкира Джеймса Тёрнера и дочери мэра города Грейт-Ярмут Элизабет Котман. Учился в школе в Норт-Уолшеме, в 1793 году поступил в Пемброукский колледж Кембриджского университета. С 1796 года работал в банке отца. В том же году Доусон женился на Мэри Палгрейв. У них было 11 детей, одна из дочерей, Мария Доусон Тёрнер вышла замуж за ботаника У. Дж. Гукера.
В 1797 году Тёрнер был избран членом Лондонского Линнеевского общества, в 1802 году вступил в Лондонское королевское общество. В 1812 году в Ярмуте поселился художник Джон Селл Котман, ставший впоследствии другом Доусона. Также он учил Тёрнера и его детей рисованию. В 1816 году Доусон стал иностранным членом Шведской академии наук.
С 1850 года Тёрнер жил в Лондоне. Скончался 20 июня 1858 года в районе Олд-Бромтон. За десять дней до его смерти умер его друг, ботаник, назвавший в честь Тёрнера род мхов Dawsonia, Роберт Браун.
Обширный гербарий водорослей, собранный Тёрнером, хранится вместе с гербарием Гукера в Королевских ботанических садах Кью (K). Библиотека Тёрнера, насчитывавшая 8 тысяч книг, была распродана на аукционах в 1853 и 1859.

## Некоторые научные работы
- Turner, D. (1802). A synopsis of the British fuci. 2 vols., 400 p.
- Turner, D. (1804). Muscologiae hibernicae spicilegium. 200 p., 16 pl. (J.C. Sowerby)
- Turner, D.; Dillwyn, L.W.; Dalton, J. (1805). The botanist's guide through England and Wales. 2 vols., 804 p.
- Turner, D. (1807—1819). Fuci. 4 vols., 258 pl.
- Turner, D.; Borrer, W. (1839). Specimen of a lichenographia britannica. 240 p.

## Роды, названные в честь Д. Тёрнера
- Dawsonia R.Br., 1811
- Dawsonia P.Beauv. ex J.V.Lamour., 1824, nom. rej. [syn.  Cryptopleura Kütz., 1843, nom. cons.]
- Turnerella F.Schmitz, 1896